# 第106師団 (日本軍)
第106師団（だいひゃくろくしだん）は、日中戦争が拡大の一途をたどっている時期に留守第6師団の担当で編成された特設師団であり、最初の三単位師団として編成された第26師団より後の編成であるが、2個連隊構成の歩兵旅団を2つ持つ四単位制の師団である。

## 沿革
1938年（昭和13年）5月15日に動員下令、5月20日大陸命第107号により中支那派遣軍の戦闘序列に編入され華中に出動、現地での応急訓練後、7月4日大陸命第133号により新設の第11軍戦闘序列に編入され武漢作戦に参戦した。しかし作戦地域が山岳地帯であったため輓馬砲兵の前進をはばまれ悪戦苦闘した。9月20日徳安周辺の攻撃に砲兵火力抜きで出動し中国軍に包囲され壊滅の危機に直面、参謀の成富政一中佐が戦死。師団首脳部からも戦死者を出す事態となるが、第27師団と第101師団の救援、攻勢で最悪の事態は免れる。
その後、1939年（昭和14年）3月20日の南昌作戦緒戦の修水河渡河作戦では、第101師団とともに野戦重砲兵第6旅団など約250門の大砲兵部隊の配属を受けて戦い、敵を圧倒し面目を新たにした。南昌作戦の後本土に帰還する予定（11月7日大陸命第385号）であったが華南戦線に派遣されることになり、12月29日に第21軍戦闘序列に編入（大陸命第408号）、汕頭方面での掃討作戦に参加した。1940年（昭和15年）2月9日第21軍廃止のため、新設の南支那方面軍戦闘序列に編入、3月9日には大陸命第422号により復員、4月に廃止された。

## 師団編制
- 師団全体：人員21902、馬匹5879
- 師団司令部：人員340、馬匹165、乗用車2、側車自動車2
- 歩兵旅団（2個）：人員7103×2、馬匹874×2
- 騎兵大隊：人員451、馬匹431
- 野砲兵連隊：人員1922、馬匹1508、野砲36
- 工兵連隊：人員672、馬匹99
- 師団通信隊：人員246、馬匹45（有線3個小隊、無線1個小隊）
- 輜重兵連隊：人員1898、馬匹1451
- 師団衛生隊：人員1095、馬匹128
- 師団野戦病院：人員951、馬匹304（第1～第3：236人75頭、第4：243人79頭）
- 師団兵器勤務隊：四輪起動小型乗用車1、自動貨車8、武器修理車1組、軽修理自動車1組

### 歴代師団長
- 松浦淳六郎 中将：1938年（昭和13年）5月16日 - 1939年（昭和14年）5月19日
- 中井良太郎 中将：1939年（昭和14年）5月19日 - 1940年（昭和15年）3月9日

### 参謀長
- 秋山義隆 歩兵大佐：1938年（昭和13年）5月15日 - 1938年12月10日[1]
- 稲村豊二郎 歩兵大佐：1938年（昭和13年）12月10日 - 1940年（昭和15年）4月17日[2]

### 所属部隊
- 歩兵第111旅団
  - 歩兵第113連隊（熊本）
  - 歩兵第147連隊（都城）
- 歩兵第136旅団
  - 歩兵第123連隊（鹿児島）
  - 歩兵第145連隊（大分）
- 騎兵第106大隊
- 野砲兵第106連隊
- 工兵第106連隊
- 輜重兵第106連隊
- 師団通信隊